# Ciputat

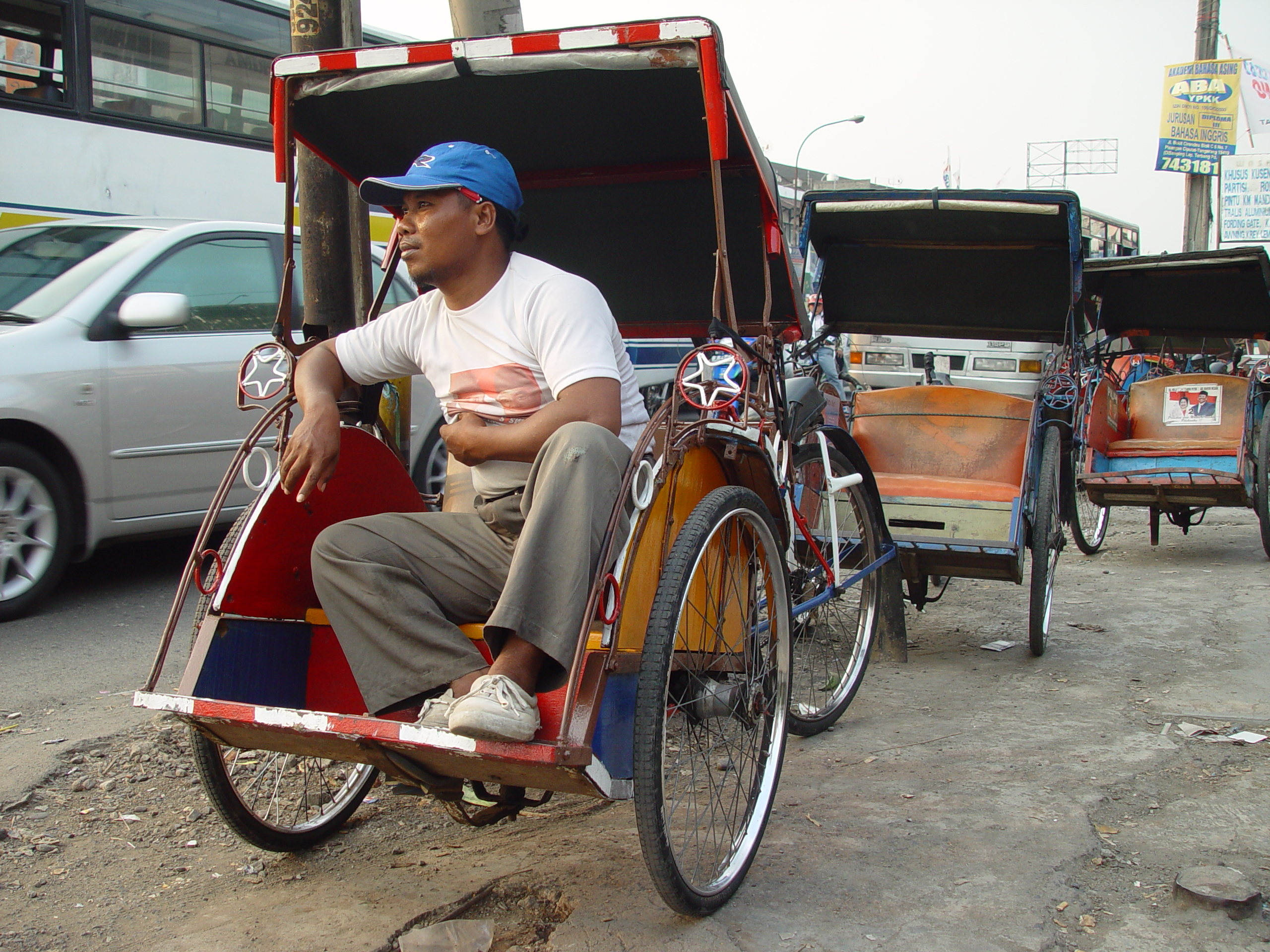
Becak met bestuurder in Ciputat.

Ciputat is een plaats in de huidige provincie Banten in het westen van Java, Indonesië.